# 青木可一
青木 可一（あおき よしかず）は、江戸時代前期の摂津国麻田藩の世嗣。

## 略歴
寛永4年（1627年）、若狭国小浜藩初代藩主・酒井忠勝の三男として誕生した。
麻田藩2代藩主・青木重兼の養子となり、寛永16年（1639年）に3代将軍・徳川家光に御目見した。
しかし、家督を相続することなく寛永21年（1644年）に早世した。重兼はその後、可一の甥（ただし2歳上）にあたる重正を婿養子にして家督を継がせた。